# Тугулымский муниципальный округ

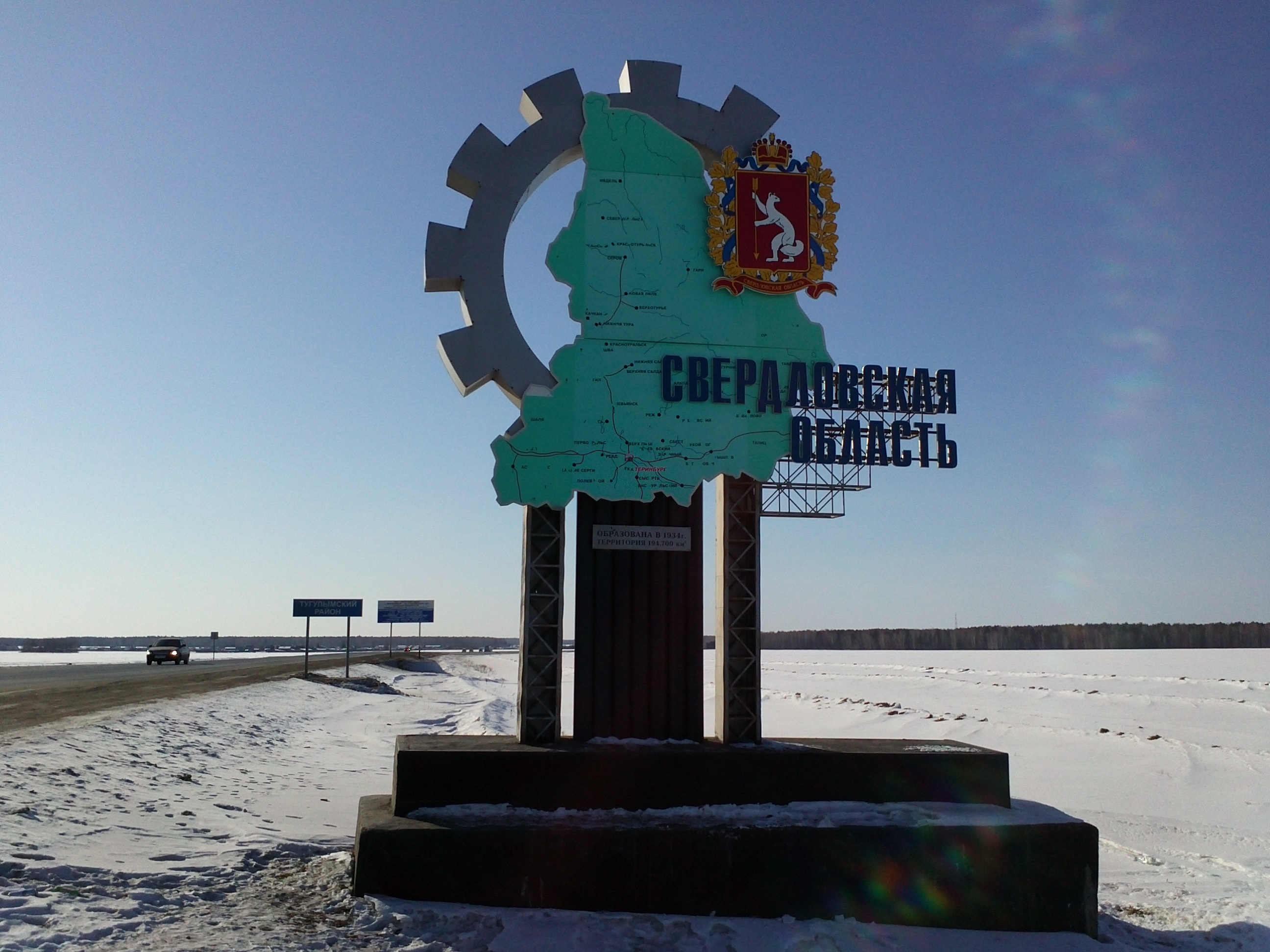
Восточная граница Свердловской области на автотрассе Екатеринбург—Тюмень совпадает с границей Тугулымского района

Тугулы́мский городско́й о́круг — муниципальное образование в Свердловской области России. Относится к Восточному управленческому округу Свердловской области.
Административный центр — посёлок городского типа (до 1 октября 2017 года рабочий посёлок) Тугулым.
С точки зрения административно-территориального устройства области, городской округ находится в границах административно-территориальной единицы Тугулымский район.
С 1 января 2025 года имеет статус муниципального округа.

## География
Тугулымский городской округ расположен на юго-востоке области и граничит с Байкаловским и Слободо-Туринским муниципальными районами, Талицким городским округом и Курганской и Тюменской областями.

## История
Тугулымский район образован на основании постановления президиума Уралоблисполкома ВЦИК от 17 июня 1925 года в составе Тюменского округа Уральской области.
В состав района вошли сельсоветы: из Липчинского района — Борзиковский, Шелконоговский, из Талицкого района — Больше-Рамыльский, Верхне-Талманский, Дёминский, Килинский, Марковский, Потаскуевский, из Тюменского района — Заводоуспенский, Лучинкинский, Мальцевский, Меседовский, Островский, Ошкуковский, Пискулинский, Скородумский, Тугулымский, Цепошниковский, Юшковский.
7 декабря 1925 года — Ошкуковский сельсовет переименован в Журавлёвский, Юшковский — в Золотовский.
15 сентября 1926 года — Больше-Рамыльский сельсовет переименован в Рамыльский, Верхне-Талманский — в Талманский.
10 июля 1931 года — в состав вошли Бурмакинский, Галашевский, Двинский, Дубровский, Ёлкинский, Зубковский, Калугинский, Липичинский, Михайловский, Шадринский сельсоветы из Липчинского района.
4 декабря 1934 года — передан в состав Челябинской области. В 1938 году район передан в состав Свердловской области. В 1961—1963 годах Тугулымский район был упразднен, его территория входила в состав Талицкого района.
1 февраля 1963 года был образован Тугулымский промышленный район.
22 ноября 1966 года поселки квартала N 112 и квартала N 190 были переименованы в Красный Бор и Грибной соответственно.
17 декабря 1995 года по итогам местного референдума было создано муниципальное образование Тугулымский район. 10 ноября 1996 года муниципальное образование было включено в областной реестр.
С 31 декабря 2004 года Тугулымский район был наделён статусом городского округа. Рабочие посёлки Ертарский, Заводоуспенское, Луговской, Юшала преобразованы в сельские населённые пункты.
С 1 января 2006 года муниципальное образование «Тугулымский район» переименовано в Тугулымский городской округ.
В рамках административно-территориального устройства области, административно-территориальная единица Тугулымский район продолжает существовать.

## Население
| 2002    | 2009    | 2010    | 2011    | 2012    | 2013    | 2014    | 2015    | 2016    |
| ------- | ------- | ------- | ------- | ------- | ------- | ------- | ------- | ------- |
| 25 455  | ↘24 540 | ↘22 581 | ↘22 550 | ↘22 006 | ↘21 639 | ↘21 154 | ↘20 935 | ↘20 561 |
| 2017    | 2018    | 2019    | 2020    | 2021    | 2023    |         |         |         |
| ↘20 234 | ↘19 958 | ↘19 512 | ↘19 331 | ↘17 875 | ↘17 402 |         |         |         |

### Урбанизация
В городских условиях (Тугулым) проживают 30,32 % населения муниципального округа.

## Состав
В состав городского округа и района входят 52 населённых пункта. Тугулымский район до 1 октября 2017 года включал 11 административно-территориальных единиц: 1 рабочий посёлок и 10 сельсоветов.
| №  | Населённый пункт | Тип населённого пункта       | Население | Управа          | Административно- территориальная единица Тугулымского района |
| -- | ---------------- | ---------------------------- | --------- | --------------- | ------------------------------------------------------------ |
| 1  | Александровка    | деревня                      | ↗7        | Набережная      | Набережный сельсовет                                         |
| 2  | Бахметское       | посёлок                      | ↘11       | Луговская       | рабочий посёлок Тугулым                                      |
| 3  | Большой Рамыл    | деревня                      | ↘49       | Яровская        | Рамыльский сельсовет                                         |
| 4  | Бочкари          | деревня                      | ↗19       | Мальцевская     | Мальцевский сельсовет                                        |
| 5  | Верховино        | село                         | ↘807      | Верховинская    | Верховинский сельсовет                                       |
| 6  | Галашова         | деревня                      | ↘31       | Двинская        | Двинский сельсовет                                           |
| 7  | Гилёва           | деревня                      | ↘250      | Мальцевская     | Мальцевский сельсовет                                        |
| 8  | Гурина           | деревня                      | ↘58       | Двинская        | Двинский сельсовет                                           |
| 9  | Двинская         | деревня                      | ↘18       | Двинская        | Двинский сельсовет                                           |
| 10 | Дёмино           | село                         | ↘40       | Яровская        | Яровский сельсовет                                           |
| 11 | Дубровина        | деревня                      | ↘44       | Верховинская    | Верховинский сельсовет                                       |
| 12 | Ертарский        | посёлок                      | ↘805      | Ертарская       | рабочий посёлок Тугулым                                      |
| 13 | Журавлёва        | деревня                      | ↘111      | Ошкуковская     | Ошкуковский сельсовет                                        |
| 14 | Заводоуспенское  | посёлок                      | ↘789      | Заводоуспенская | рабочий посёлок Тугулым                                      |
| 15 | Золотова         | деревня                      | →0        | Тугулымская     | рабочий посёлок Тугулым                                      |
| 16 | Зубково          | село                         | ↘257      | Зубковская      | Зубовский сельсовет                                          |
| 17 | Ивановка         | село                         | ↘64       | Двинская        | Двинский сельсовет                                           |
| 18 | Калачики         | деревня                      | ↘66       | Набережная      | Набережный сельсовет                                         |
| 19 | Кармак           | посёлок                      | ↘196      | Мальцевская     | Мальцевский сельсовет                                        |
| 20 | Колобова         | деревня                      | ↘61       | Тугулымская     | рабочий посёлок Тугулым                                      |
| 21 | Комарова         | деревня                      | ↘0        | Яровская        | Рамыльский сельсовет                                         |
| 22 | Луговая          | деревня                      | ↘197      | Набережная      | Набережный сельсовет                                         |
| 23 | Луговской        | посёлок                      | ↘2275     | Луговская       | рабочий посёлок Тугулым                                      |
| 24 | Лучинкино        | село                         | ↘33       | Тугулымская     | рабочий посёлок Тугулым                                      |
| 25 | Малахова         | деревня                      | ↘25       | Яровская        | Яровский сельсовет                                           |
| 26 | Малый Рамыл      | деревня                      | ↘12       | Яровская        | Рамыльский сельсовет                                         |
| 27 | Мальцево         | село                         | ↘147      | Мальцевская     | Мальцевский сельсовет                                        |
| 28 | Месед            | деревня                      | ↗1        | Тугулымская     | рабочий посёлок Тугулым                                      |
| 29 | Месяды           | посёлок                      | →0        | Тугулымская     | рабочий посёлок Тугулым                                      |
| 30 | Мостовщики       | деревня                      | ↗17       | Мальцевская     | Мальцевский сельсовет                                        |
| 31 | Нижняя Коркина   | деревня                      | ↘117      | Набережная      | Набережный сельсовет                                         |
| 32 | Остров           | деревня                      | ↘44       | Мальцевская     | Мальцевский сельсовет                                        |
| 33 | Ошкуково         | село                         | ↘623      | Ошкуковская     | Ошкуковский сельсовет                                        |
| 34 | Пилигримова      | деревня                      | ↘14       | Набережная      | Набережный сельсовет                                         |
| 35 | Полудёнка        | деревня                      | ↗10       | Ошкуковская     | Щелконоговский сельсовет                                     |
| 36 | Полушина         | деревня                      | ↘42       | Верховинская    | Верховинский сельсовет                                       |
| 37 | Потаскуева       | деревня                      | ↘50       | Яровская        | Рамыльский сельсовет                                         |
| 38 | Сажина           | деревня                      | →0        | Верховинская    | Верховинский сельсовет                                       |
| 39 | Трошково         | село                         | ↘530      | Двинская        | Двинский сельсовет                                           |
| 40 | Тугулым          | посёлок                      | ↘602      | Тугулымская     | рабочий посёлок Тугулым                                      |
| 41 | Тугулым          | пгт , административный центр | ↘5277     | Тугулымская     | рабочий посёлок Тугулым                                      |
| 42 | Тямкина          | деревня                      | ↘16       | Ошкуковская     | Ошкуковский сельсовет                                        |
| 43 | Филина           | деревня                      | ↘72       | Тугулымская     | рабочий посёлок Тугулым                                      |
| 44 | Фоминское        | село                         | ↘13       | Двинская        | Двинский сельсовет                                           |
| 45 | Цепошникова      | деревня                      | ↘24       | Набережная      | Набережный сельсовет                                         |
| 46 | Чураки           | деревня                      | ↘11       | Ядрышниковская  | Ядрышниковский сельсовет                                     |
| 47 | Щелконогова      | деревня                      | ↘63       | Ошкуковская     | Щелконоговский сельсовет                                     |
| 48 | Щелконоговский   | посёлок                      | ↘36       | Ошкуковская     | Щелконоговский сельсовет                                     |
| 49 | Юшала            | посёлок                      | ↘3043     | Юшалинская      | рабочий посёлок Тугулым                                      |
| 50 | Юшкова           | деревня                      | ↘118      | Ядрышниковская  | Ядрышниковский сельсовет                                     |
| 51 | Ядрышникова      | деревня                      | ↘277      | Ядрышниковская  | Ядрышниковский сельсовет                                     |
| 52 | Яр               | село                         | ↘368      | Яровская        | Яровский сельсовет                                           |

## Экономика
Основу экономики района составляет сельское хозяйство, в основном зерновое полеводство и мясо-молочное животноводство. 89 колхозов в 1950-е годы, 8 товариществ и 80 крестьянских хозяйств в 1990-е годы. В качестве основных культур полеводства преобладают яровая пшеница, озимая рожь и овёс. Развитие животноводства обосновано наличием довольно богатой естественной кормовой базы: сочные луга и выгоны, сенокосные участки.
Крупнейшими промышленными предприятиями района были Успенская бумажная фабрика и Ертарский стекольный завод. Оба предприятия в 1990-е годы были приватизированы и фактически разграблены новыми владельцами и местным населением. В настоящее время промышленность округа представлена предприятиями лесной и деревообрабатывающей отрасли, наиболее крупные из которых
ОАО «Тугулымский леспромхоз» и ОАО «Юшалинский деревообрабатывающий комбинат».

## Образование
В городе расположен филиал Федерального института промышленной собственности.

## Культура
Работает Тугулымский районный краеведческий музей. В д. Гилёво действует дом-музей И. И. Федюнинского (филиал Уральского государственного военно-исторического музея).

## Люди, связанные с городским округом
- Белопухов, Евстрат Степанович — Герой Советского Союза.
- Марков, Феоктист Георгиевич — полный кавалер ордена Славы.
- Метелев, Василий Петрович — Герой Советского Союза.
- Пьянков, Михаил Иванович — полный кавалер ордена Славы.
- Федюнинский, Иван Иванович — советский военачальник, генерал армии, Герой Советского Союза.